# Socratea
Socratea es un género con cinco especies de plantas con flores perteneciente a la familia  de las palmeras (Arecaceae).  
Es originario de las regiones tropicales de América.

1 - la palma está creciendo normalmente. 2 - un árbol cae sobre la palma y derriba el tallo. 3 - nuevas raíces aéreas se forman a lo largo del viejo tronco y las raíces originales (líneas discontinuas) comienzan a morir. 4 - la palma sigue creciendo con normalidad, pero ahora se ha alejado de donde originalmente germinó

## Descripción
Son palmas grandes, solitarias, delgadas, que alcanzan un tamaño de hasta 20 m de alto; tallos columnares, de 13–18 cm de diámetro en la base y 10 cm de diámetro en el ápice, grises, lisos, anillados, en la base con un cono abierto de raíces zancudas de 1–3 m de alto, densamente espinosas, gruesas, ahusadas hacia la base; plantas monoicas. Hojas en número de 7, formando una corona plumosa, patentes; pinnas 15–25 a cada lado, asimétricamente cuneiformes hasta 90 cm de largo y 20 cm de ancho en la parte media, enteras, ápice premorso, glaucas abaxialmente, glabras o escasa a moderadamente blanco-velutinas abaxialmente, rojizo-tomentosas en la base, más anchas en el ápice, erosas a lo largo del margen apical, partiéndose en la madurez, el segmento apical no dividido, ancho y flabeliforme, inicialmente blanco-tomentoso, raquis 140–280 cm de largo, estriado y densamente café-tomentoso adaxialmente, densamente blanco-tomentoso abaxialmente, con segmentos arreglados regularmente; vaina lisa, 90–170 cm de largo, coriácea, verde-azulada y glauca, formando un pseudocaule distinto, pecíolo terete, 15–40 cm de largo, densamente blanco-tomentoso, cóncavo adaxialmente, redondeado abaxialmente. Inflorescencias solitarias, con flores de ambos sexos, infrafoliares, 1-ramificadas, erectas en yema, pedúnculo fuerte, ca 50 cm de largo, profilo partiéndose apicalmente y volviéndose tubular, insertado cerca de la base del pedúnculo, brácteas pedunculares 2–4 (–5), hasta 61 cm de largo, raquis igualando o más corto que el pedúnculo, con ca 16 ramas patentes rígidas de 30–40 cm de largo, péndulo en fruto; flores agrupadas en tríades o las estaminadas en pares apicales; flores estaminadas 10–12 mm de largo, sépalos connados en la base, pétalos valvados, cóncavos, estambres (17–) 30–45 (–65), pistilodio diminuto; flores pistiladas con sépalos imbricados, ciliados, pétalos similares, estaminodios ausentes. Frutos oblongo-elipsoides, 2.5–3.5 cm de largo y 1.5–2 cm de diámetro, cicatriz estigmática subapical e inconspicua, epicarpo amarillento y separándose irregularmente desde el ápice, mesocarpo blanco, seco, con fibras delgadas, endocarpo delgado; semilla 1 (2), obovoide, endosperma homogéneo, embrión apical, eofilo bífido con ápices premorsos.

## Taxonomía
El género fue descrito por Gustav Karl Wilhelm Hermann Karsten y publicado en Linnaea 28: 263–264. 1856[1857]. La especie tipo es: Socratea orbigniana (Mart.) H. Karst.
Etimología
Socratea: nombre genérico que  fue nombrado en honor del filósofo ateniense Sócrates (470–399 BC).

## Especies
- Socratea exorrhiza (Mart.) H.Wendl.
- Socratea hecatonandra (Dugand) R.Bernal
- Socratea montana R.Bernal & A.J.Hend. (1986).
- Socratea rostrata Burret (1940).
- Socratea salazarii H.E.Moore (1963).